# Hurleur noir
Alouatta caraya
Espèce
Statut de conservation UICN

 NT  : Quasi menacé
Statut CITES
Le Singe Hurleur noir (Alouatta carayá) est une espèce de primate néotropical.C'est le singe le plus austral et le plus grand d'Amérique. Il est aussi l'animal le plus bruyant du monde (figurant dans le livre des records) avec un cri qui peut être entendu jusque 4,8 km.

## Description
Son corps mesure entre 65 cm et 90 cm et la queue 70 cm à 90 cm. Le mâle pèse jusqu'à 6,5 kg, les femelles 6 kg.

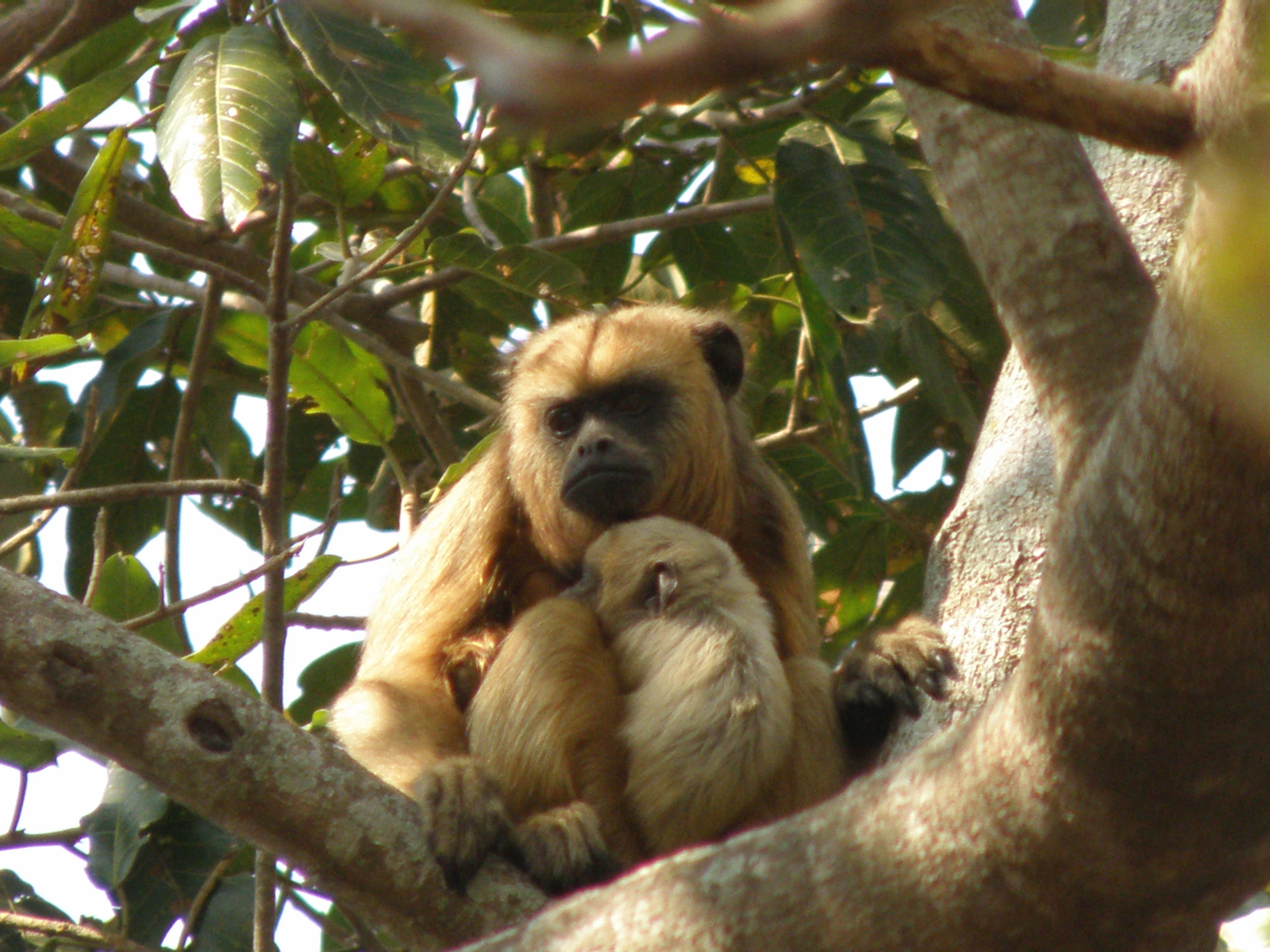
Singe hurleur - Femelle et son petit - Pantanal (Brésil)

On observe un dimorphisme sexuel chez cette espèce. En effet, le pelage des mâles est noir et celui des femelles plus clair, couleur paille. Les jeunes mâles sont de la même couleur que la mère jusqu'à l'âge d'environ 3 ans (âge de la maturité sexuelle) où le pelage s'obscurcit pour tendre à devenir noir comme les mâles adultes.

## Écologie et comportement

### Alimentation
Il est folivore c'est-à-dire qu'il se nourrit surtout de feuilles et occasionnellement de fruits.

### Reproduction
La période de reproduction s'étend sur toute l'année mais généralement entre août et octobre. En général, les singes hurleurs noir n'ont qu'un petit par portée. La durée de gestation est de 6 mois, puis 6 mois de lactation et enfin un an d'apprentissage pour le petit avec sa mère. Pendant cette année, jusqu'à 2-3 mois, le petit reste accroché au ventre de sa mère puis va commencer à passer sur le dos et apprendre petit à petit à manger et se déplacer seul.

### Longévité
Dans la nature ils ont une longévité de 15 à 20 ans dans la nature, au soin des humains ils peuvent aller jusqu'à 20 ans.

### Prédateurs
Parmi ses prédateurs se trouvent le jaguar et les oiseaux de proie (Aigle féroce).
L'Homme étant le pire de tous. Premièrement par le biais de la déforestation mais également à la suite d'un commerce illégal où les braconniers n'hésitent pas à abattre les jeunes mères afin de récupérer les petits nés récemment pour les revendre à des particuliers.

### Comportement
Peu actif par nature, il vit en groupe de 7 individus en moyenne. Chaque groupe de singe hurleur noir a un mâle dominant et une femelle dominante. Le mâle est le mâle le plus fort et ne sera là que pour copuler avec les femelles du groupe. La femelle dominante sera celle qui va décider si tel ou tel singe a le droit d'entrer et de rester dans le groupe, c'est aussi elle qui décide l'exclusion d'un des membres du groupe. Il vit la majorité du temps dans les arbres et descend rarement au sol.
Pour protéger son territoire, il pousse un cri qui peut être entendu jusqu'à 16 km. Cela permet ainsi d'éviter les conflits entre plusieurs groupes. C'est aussi pour cette raison que l'on dit que le singe hurleur est le plus diplomatique des singes.

## Répartition géographique et habitat

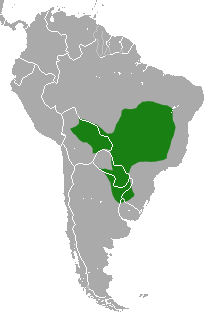
Carte de répartition.

On le trouve au Brésil, au Paraguay, en Bolivie et dans le Nord de l'Argentine.